# رجم الهيازع
رجم الهيازع هو جبل فى المملكه العربيه السعوديه ويوجد فى منطقة منطقة الحدود الشمالية الإدارية.